# Paphiopedilum philippinense
Paphiopedilum philippinense är en orkidéart som först beskrevs av Heinrich Gustav Reichenbach, och fick sitt nu gällande namn av Stein. Paphiopedilum philippinense ingår i släktet Paphiopedilum och familjen orkidéer.

## Underarter
Arten delas in i följande underarter:
- P. p. philippinense
- P. p. roebelenii

## Bildgalleri

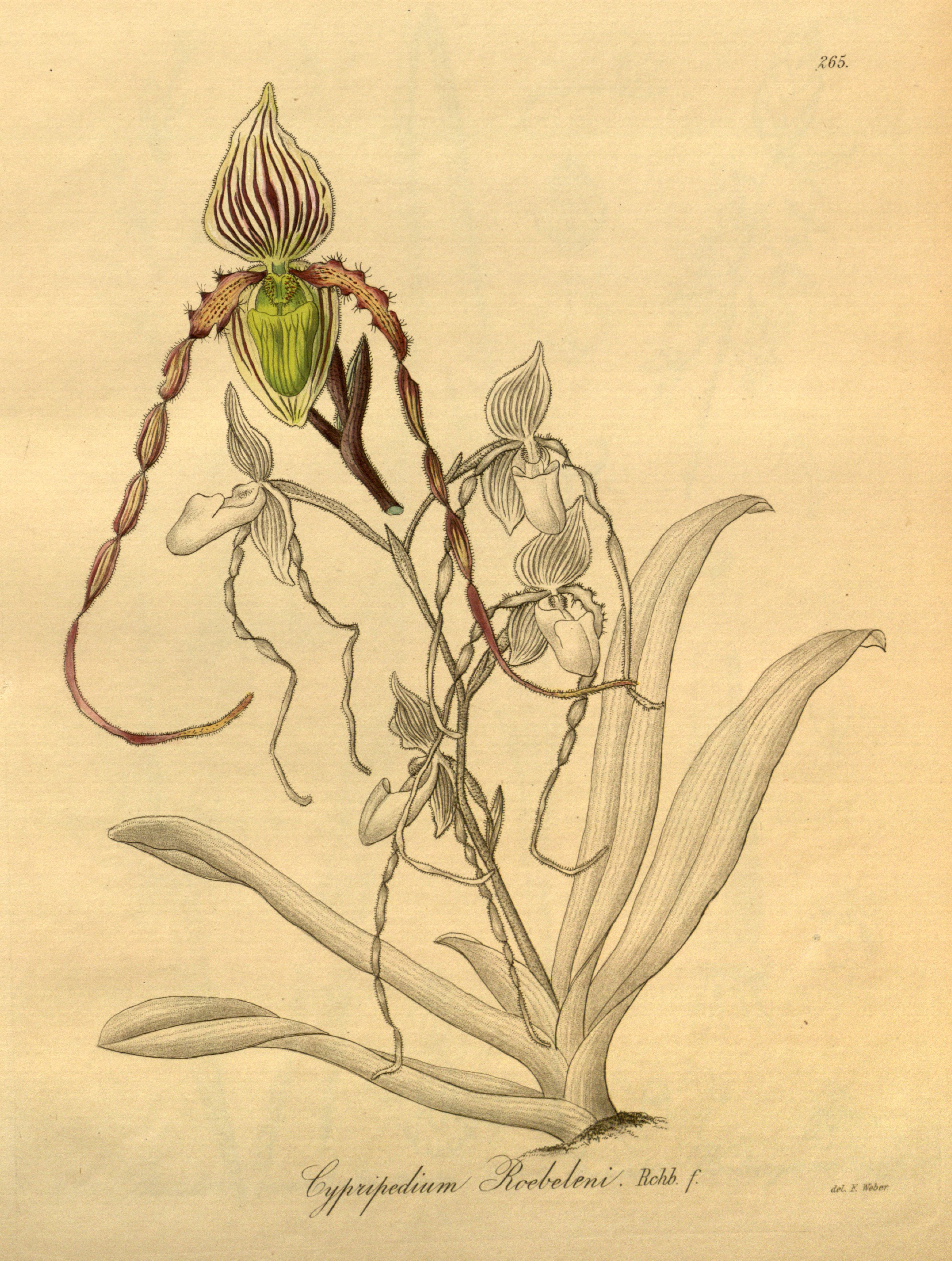
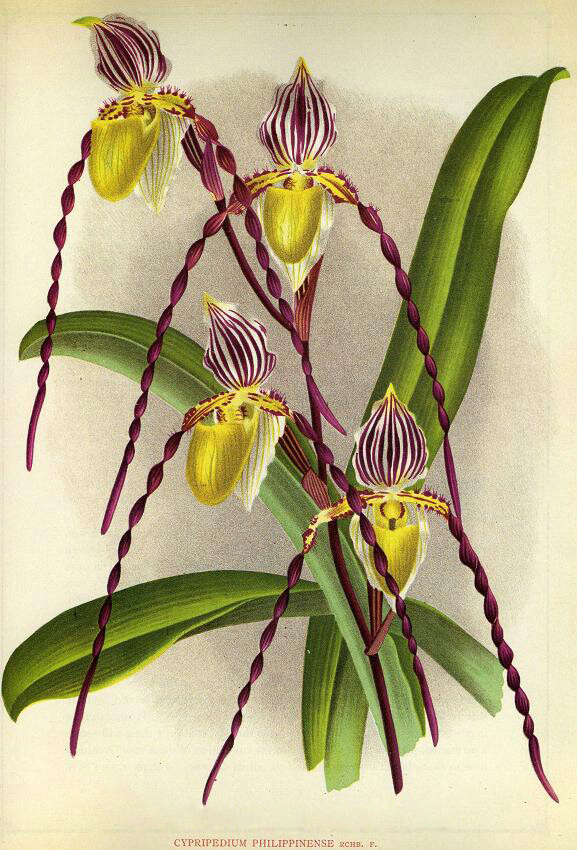
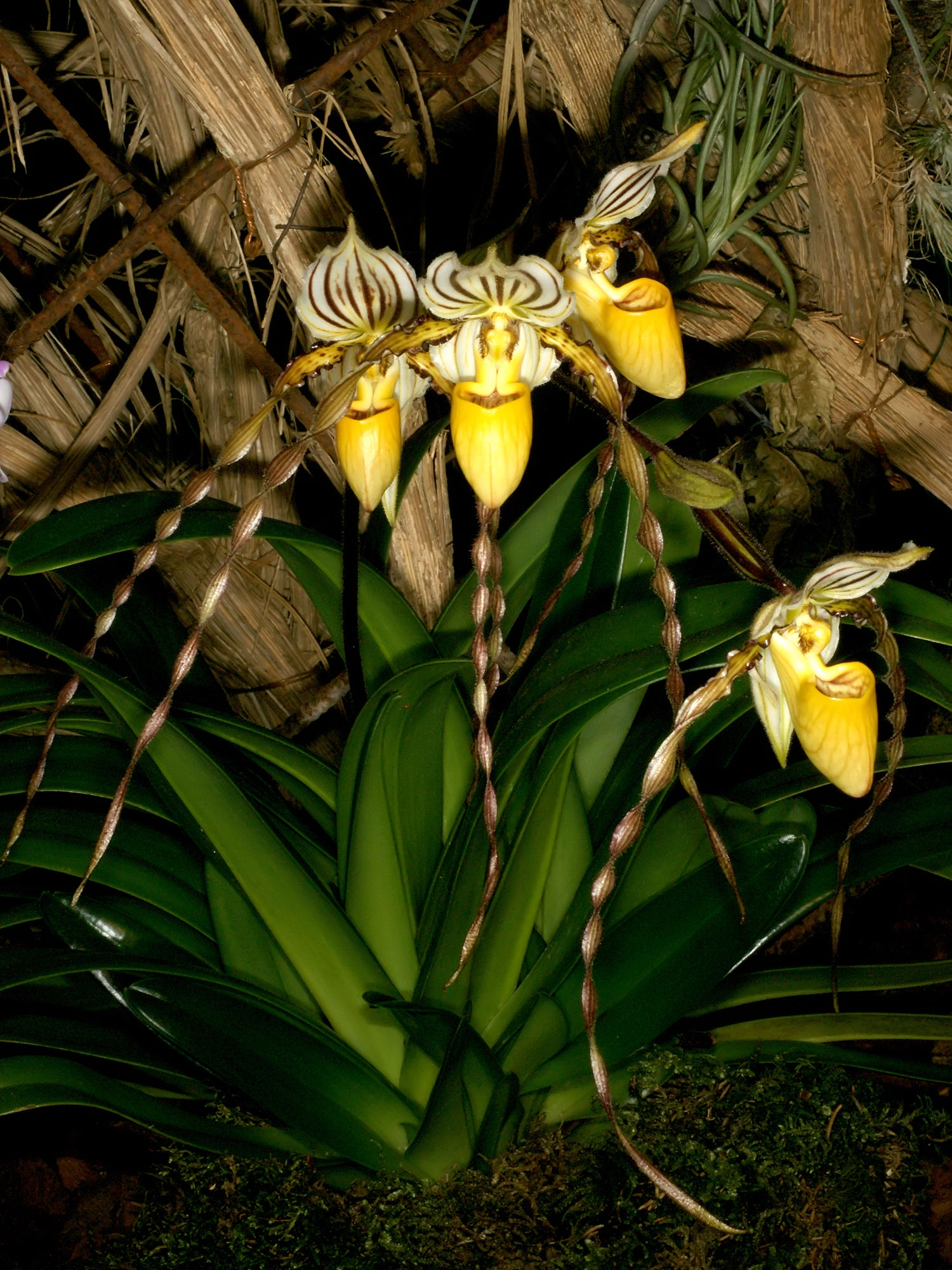
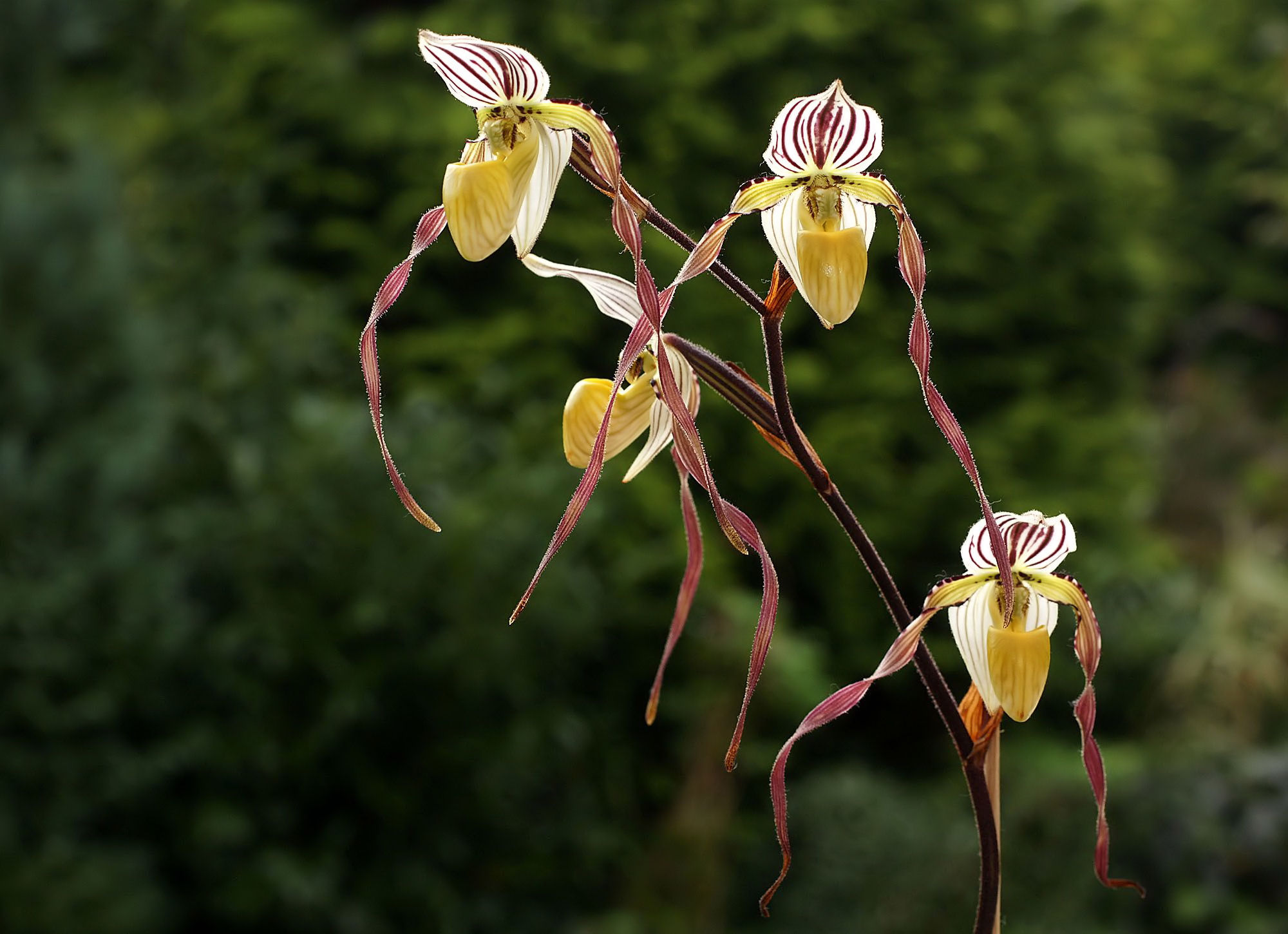
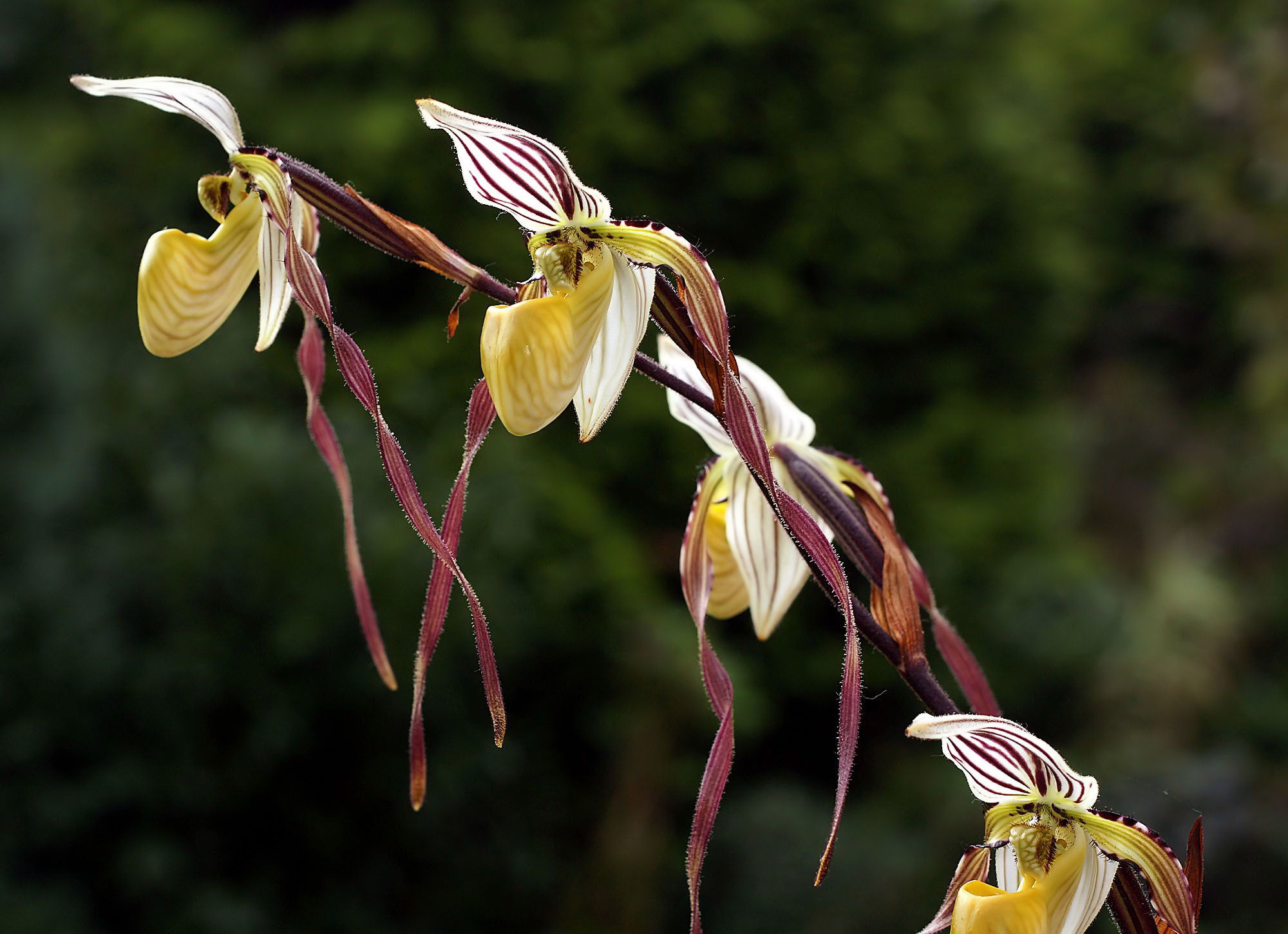
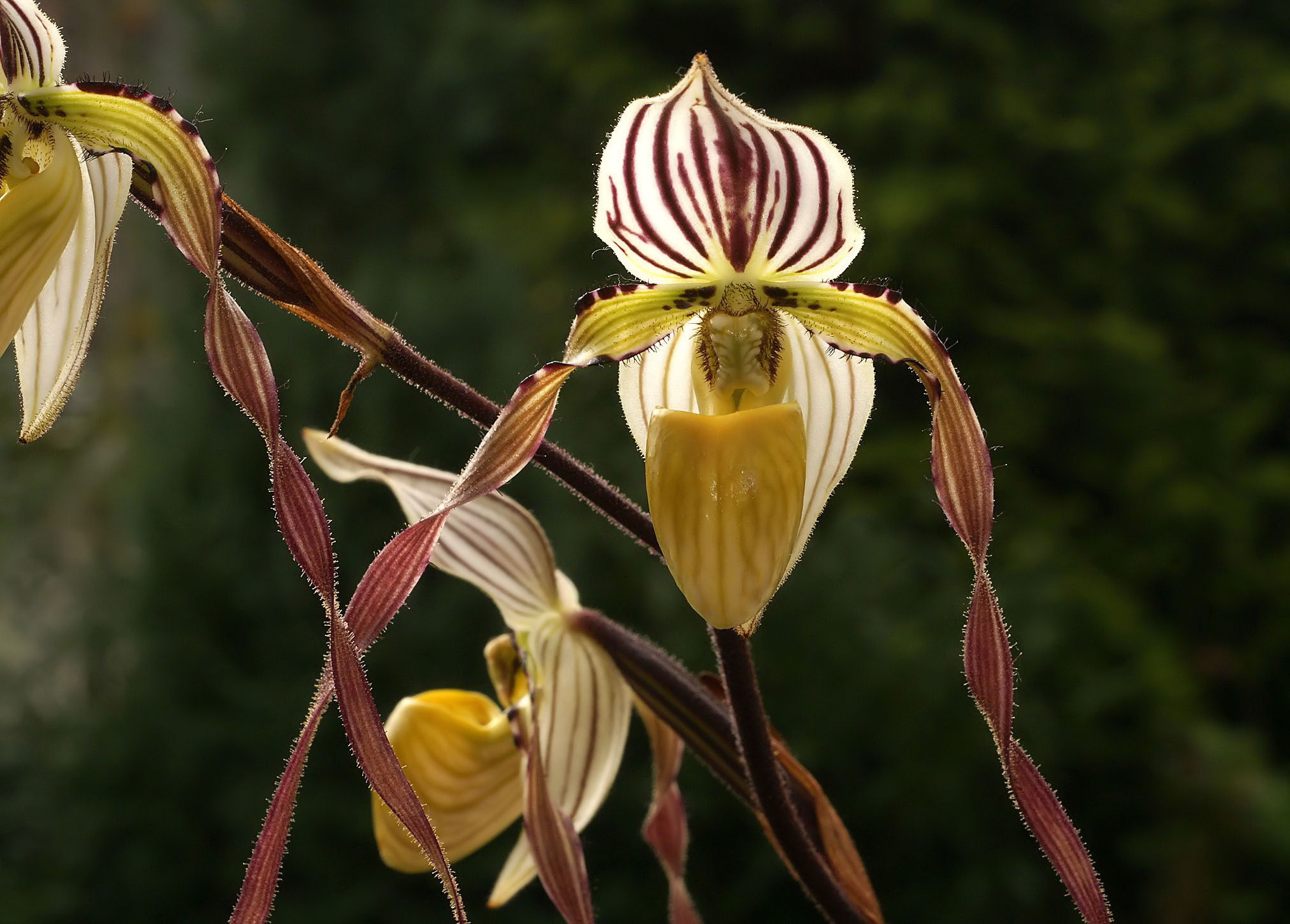